# En Hjemkomst
En Hjemkomst er en dansk stum dramafilm fra 1912 produceret af Nordisk Films Kompagni efter manuskript af Lars Svenné Langkjær. Filmens instruktør er ukendt.
Filmen havde dansk premiere den 25. juni 1912 i Panoptikon Teatret, hvor filmen blev vist i et program med Onkel og Nevø og komedien Du skal ikke solde. Filmen blev i engelsktalende lande distribueret som The Prodigal's Return.

## Handling
En præstesøn lever et noget letlevende liv, og da den gamle præst hører, at sønnen har stålet fra en lille pige, sender præsten ham bort fra hjemmet, hvorefter præsten dør af sindsbevægelsen. Sønnen flakker om på Boulevarden og overtales en dag til at begå indbrud i en villa. Det viser sig at være den villa, som moderen og søsteren er flyttet ind i efter præstens død. Sønnen tilgives af moren, der er glad for at se sin søn igen.

## Medvirkende
- Oscar Stribolt
- Carl Schenstrøm